# Soumensac
Soumensac est une commune du Sud-Ouest de la France métropolitaine, située dans le département de Lot-et-Garonne (région Nouvelle-Aquitaine).

## Géographie

### Localisation
Située à l'ouest d'Eymet, la commune est limitrophe du département de la Dordogne.

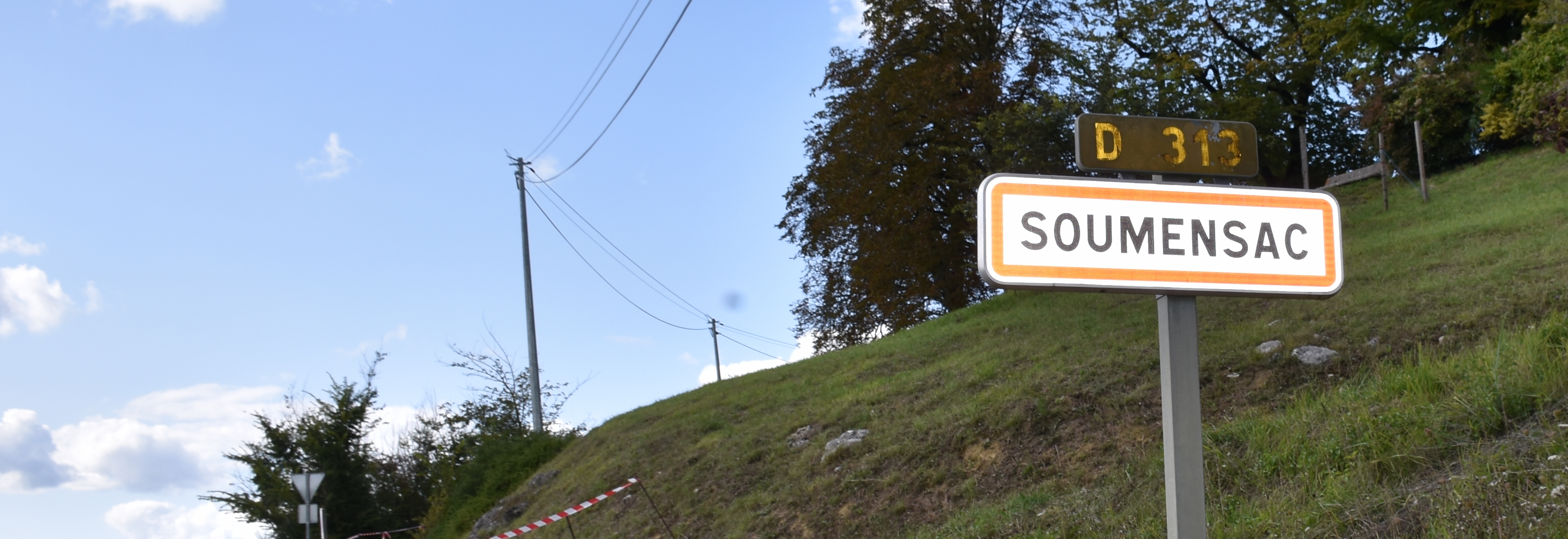
Une entrée de la commune.

### Communes limitrophes
Soumensac est limitrophe de cinq autres communes dont deux dans le département de la Dordogne.
Les communes limitrophes sont Loubès-Bernac, Eymet, Saint-Julien-Innocence-Eulalie, Saint-Jean-de-Duras et La Sauvetat-du-Dropt.
|                     | Loubès-Bernac        | Saint-Julien-Innocence-Eulalie (Dordogne) |
| Saint-Jean-de-Duras | Soumensac            | Eymet (Dordogne)                          |
|                     | La Sauvetat-du-Dropt |                                           |

### Géologie et relief
Comme tout le Bassin aquitain, la région de Soumensac a été façonnée par les eaux de la mer qui, en se retirant il y a plusieurs milliers d'années, ont façonné ce paysage de collines et de vallons : témoins de cette époque, on retrouve dans le sol de nombreux restes de coquillages et d'huîtres. Le terrain est habituellement un substrat de calcaire concassé souvent affleurant (sur les promenades par exemple) et de Boulbenne argile superficiel plus ou moins épais.
Ces terrains sont propices à la polyculture. La vigne s'y est favorablement développée. Soumensac qui est célèbre depuis le XIIe siècle pour ses vins blancs liquoreux, sauvignon et rouge fait partie de l'Appellation d'Origine Contrôlée Côtes de Duras dès sa création en 1937.
La situation élevée de Soumensac, 175 m à son point le plus haut, lui permet d'embrasser un large paysage : la vue s'étend jusqu'aux Pyrénées lorsqu'en hiver les conditions météorologiques sont favorables.

### Climat
Pour des articles plus généraux, voir Climat de la Nouvelle-Aquitaine et Climat de Lot-et-Garonne.
Historiquement, la commune est exposée à un climat océanique aquitain.  
En 2020, Météo-France publie une typologie des climats de la France métropolitaine dans laquelle la commune est exposée à un climat océanique et est dans la région climatique Aquitaine, Gascogne, caractérisée par une pluviométrie abondante au printemps, modérée en automne, un faible ensoleillement au printemps, un été chaud (19,5 °C), des vents faibles, des brouillards fréquents en automne et en hiver et des orages fréquents en été (15 à 20 jours).
Pour la période 1971-2000, la température annuelle moyenne est de 12,8 °C, avec une amplitude thermique annuelle de 15,2 °C. Le cumul annuel moyen de précipitations est de 840 mm, avec 11,1 jours de précipitations en janvier et 6,7 jours en juillet. Pour la période 1991-2020, la température moyenne annuelle observée sur la station météorologique la plus proche, située sur la commune de Verteuil-d'Agenais à 25,96 km à vol d'oiseau, est de 13,8 °C et le cumul annuel moyen de précipitations est de 821,3 mm,. Pour l'avenir, les paramètres climatiques de la commune estimés pour 2050 selon différents scénarios d’émission de gaz à effet de serre sont consultables sur un site dédié publié par Météo-France en novembre 2022.

## Urbanisme

### Typologie
Au 1er janvier 2024, Soumensac est catégorisée commune rurale à habitat très dispersé, selon la nouvelle grille communale de densité à sept niveaux définie par l'Insee en 2022.
Elle est située hors unité urbaine et hors attraction des villes,.

### Occupation des sols

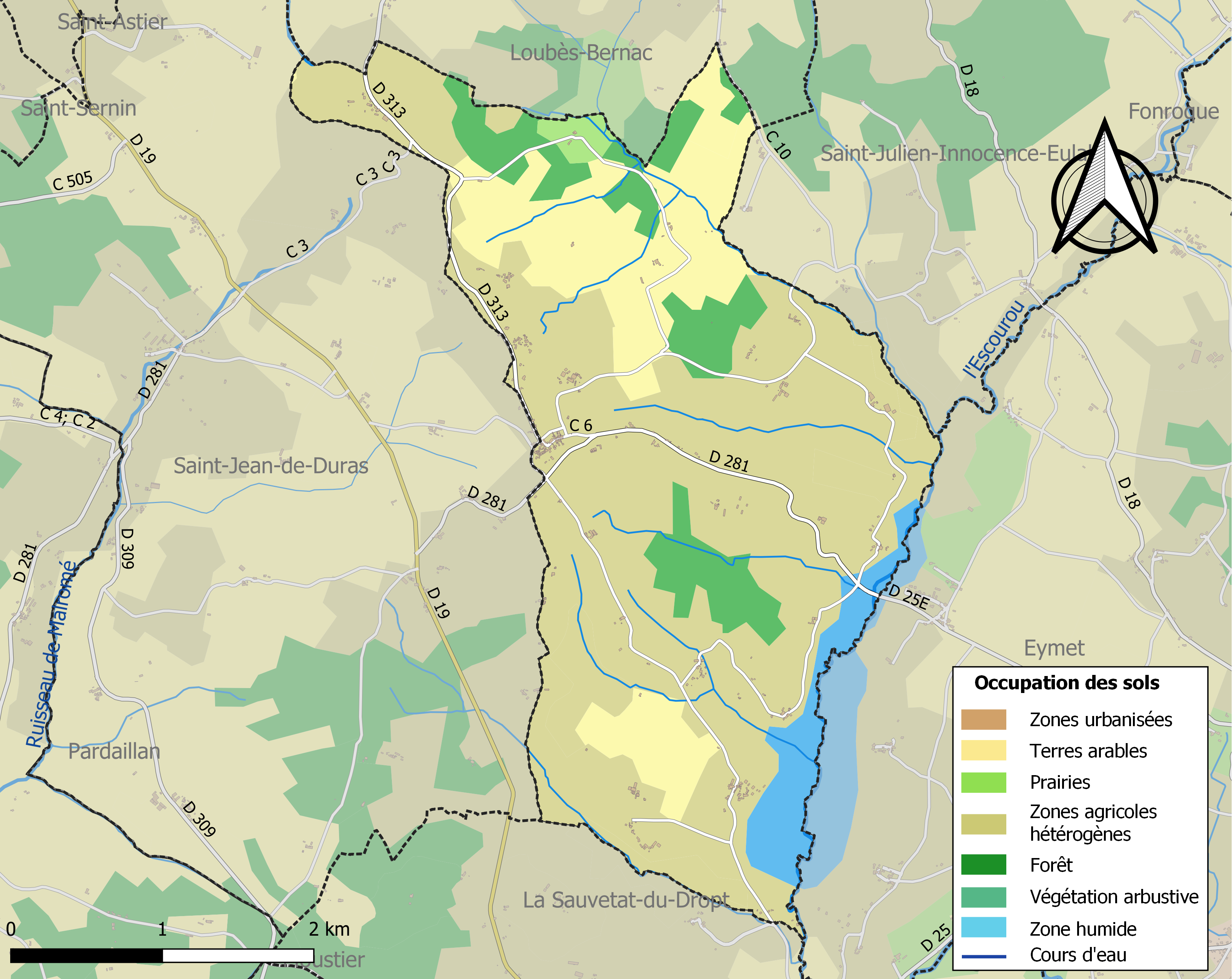
Carte des infrastructures et de l'occupation des sols de la commune en 2018 (CLC).

L'occupation des sols de la commune, telle qu'elle ressort de la base de données européenne d’occupation biophysique des sols Corine Land Cover (CLC), est marquée par l'importance des territoires agricoles (84,9 % en 2018), en diminution par rapport à 1990 (89,7 %). La répartition détaillée en 2018 est la suivante : 
zones agricoles hétérogènes (65,4 %), terres arables (14 %), forêts (10 %), eaux continentales (5,1 %), cultures permanentes (4,6 %), prairies (1 %). L'évolution de l’occupation des sols de la commune et de ses infrastructures peut être observée sur les différentes représentations cartographiques du territoire : la carte de Cassini (XVIIIe siècle), la carte d'état-major (1820-1866) et les cartes ou photos aériennes de l'IGN pour la période actuelle (1950 à aujourd'hui).

### Risques majeurs
Le territoire de la commune de Soumensac est vulnérable à différents aléas naturels : météorologiques (tempête, orage, neige, grand froid, canicule ou sécheresse), mouvements de terrains et séisme (sismicité très faible). Un site publié par le BRGM permet d'évaluer simplement et rapidement les risques d'un bien localisé soit par son adresse soit par le numéro de sa parcelle.
Les mouvements de terrains susceptibles de se produire sur la commune sont des affaissements et effondrements liés aux cavités souterraines (hors mines) et des tassements différentiels. Afin de mieux appréhender le risque d’affaissement de terrain, un inventaire national permet de localiser les éventuelles cavités souterraines sur la commune.

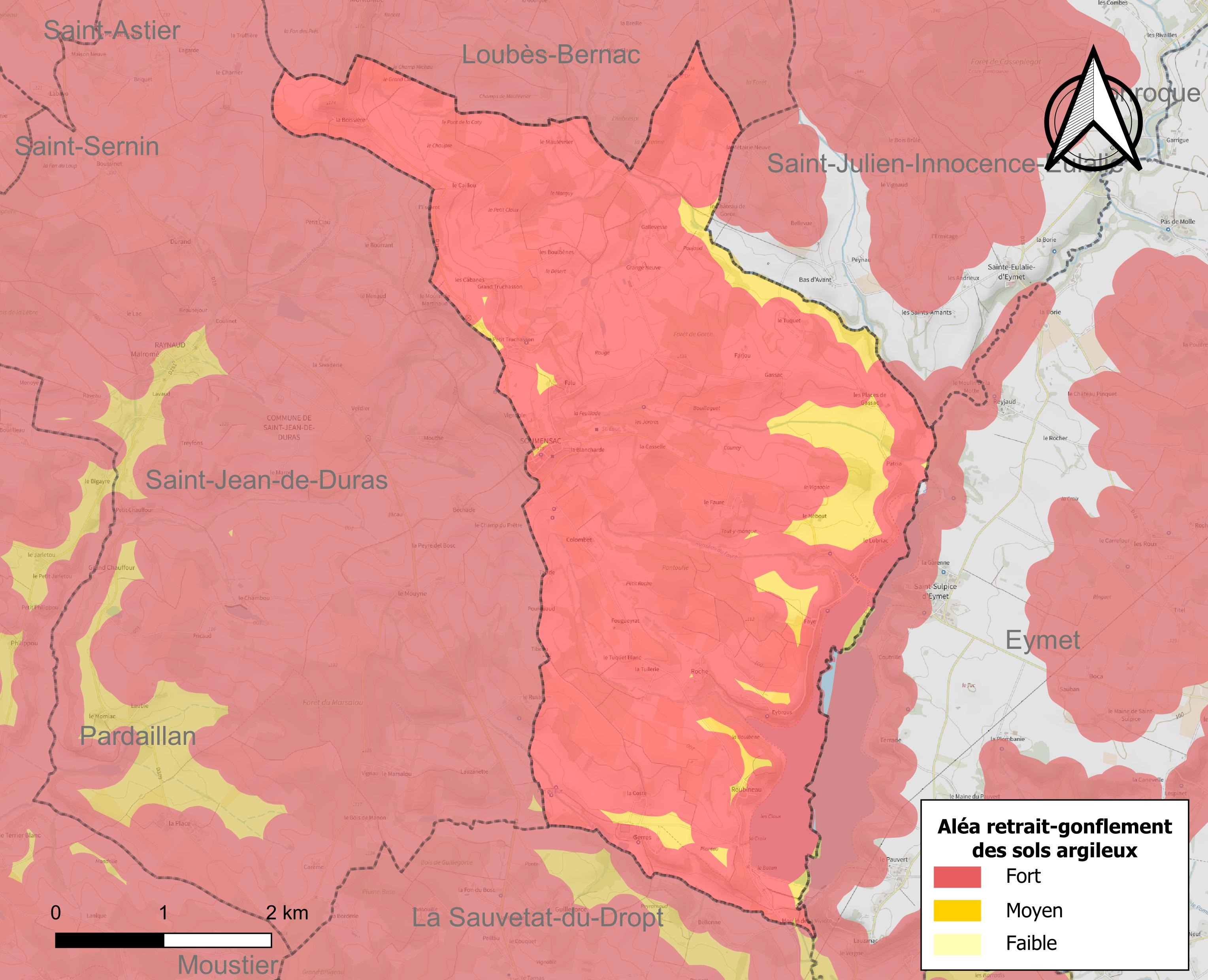
Carte des zones d'aléa retrait-gonflement des sols argileux de Soumensac.

Le retrait-gonflement des sols argileux est susceptible d'engendrer des dommages importants aux bâtiments en cas d’alternance de périodes de sécheresse et de pluie. La totalité de la commune est en aléa moyen ou fort (91,8 % au niveau départemental et 48,5 % au niveau national). Depuis le 1er octobre 2020, en application de la loi ELAN, différentes contraintes s'imposent aux vendeurs, maîtres d'ouvrages ou constructeurs de biens situés dans une zone classée en aléa moyen ou fort,.
La commune a été reconnue en état de catastrophe naturelle au titre des dommages causés par les inondations et coulées de boue survenues en 1982, 1983, 1999 et 2009, par la sécheresse en 1989 et 2011 et par des mouvements de terrain en 1999.

## Histoire
Soumensac est un pays de frontière et de passages. Frontière entre le Périgord et le Bordelais, frontière entre les Anglais et les Français pendant la guerre de Cent Ans, frontière entre les catholiques et les protestants au XVIe siècle... Des frontières qui n'ont pas cessé de varier et d'entraîner des conflits sanglants. Soumensac a connu au moins huit rattachements différents pendant les guerres de Cent Ans, tantôt au roi d'Angleterre, tantôt au roi de France. Mais c'est aussi un pays de passage, passage entre la Garonne et la Dordogne, passage entre Marmande et Sainte-Foy-la-Grande, débouchés naturels du commerce.

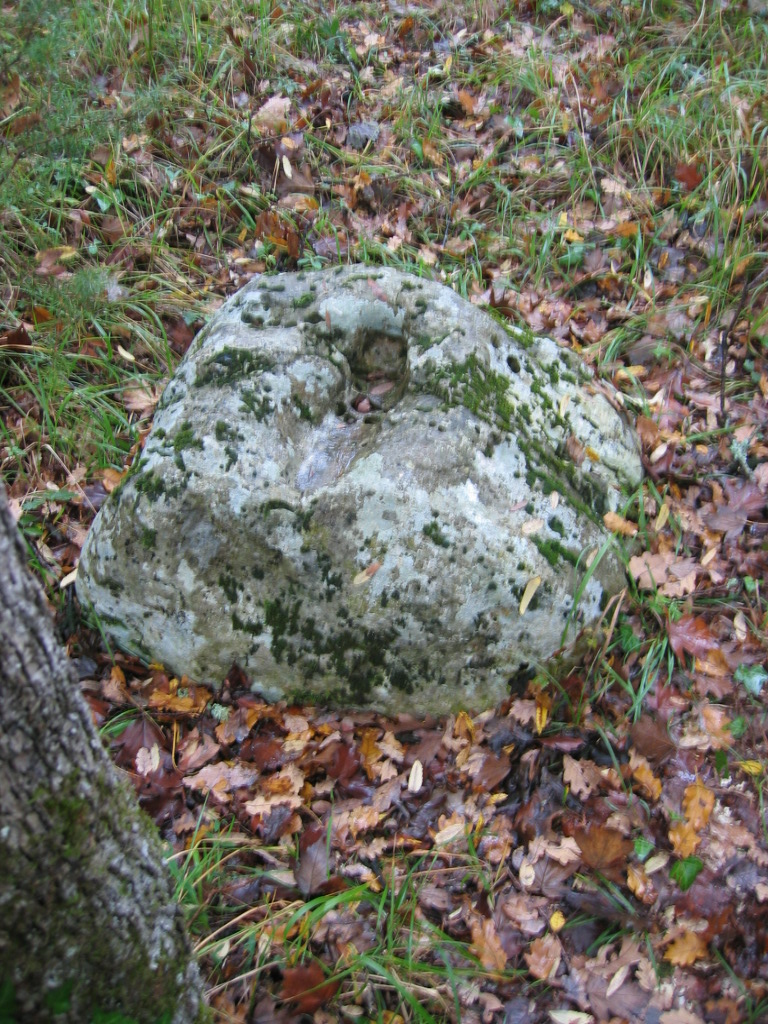
Pierre du diable 2000 av. J.-C.

### Préhistoire
Nombreux outils préhistoriques retrouvés dans les environs.
Site de l'âge du bronze ancien à Roche : il y a quelques années on distinguait encore un fossé et des murets en terre qui ont disparu à la suite de plantations sur le terrain. Lieu de culte à la pierre du Diable datant de l'âge du bronze ancien environ 2000 av. J.-C.

### XIesiècle
Soumensac fait partie de la vicomté de Bezaume, située sur la rive droite de la Garonne, qui s'étendait jusqu'à Sainte-Foy-la-Grande au Nord, incluant Duras et ses environs, et Cadillac à l'ouest. Les Bouville (ou Beuville ou Beuvilla) ont régné sur la vicomté à partir de 1086 jusqu'en 1274 au moins comme l'atteste l'allégeance de Bernard de Bouville à son suzerain le roi d'Angleterre à cette date.

### XIIesiècle: l'essor économique sousAliénor d’Aquitaineet ses fils: et Soumensac devint anglais en1259au début de laPremière Guerre de Cent Ans
Répudié, en 1152,  par Louis VII, roi de France, Aliénor d’Aquitaine  épouse Henri II Plantagenêt, comte du Maine, Comte d'Anjou et duc de Normandie et lui apporte l’Aquitaine. Désormais, les Angevins vont défendre l’Aquitaine au lieu de toujours vouloir s’en emparer. Ce siècle connaît un très grand essor économique : on a inventé le collier d’épaule qui permet à un cheval de tirer sept à huit fois plus de charge sans s’étrangler ; on sait faire des bateaux plus gros, plus sûrs. Le paysan aquitain du XIIe siècle est relativement heureux. Le vignoble connaît un développement immense et l'Angleterre est un formidable marché pour les vins du pays. On utilise la Garonne et la Dordogne, les ports de Marmande, Bergerac et Sainte-Foy-la-Grande pour les exporter. L’Aquitaine, depuis longtemps, est un pays en paix. 
Mais en 1159, Henri II d'Angleterre conquiert le Périgord, l’Agenais et le Quercy, terres dont les seigneurs sont vassaux du comte de Toulouse. L’Aquitaine et Soumensac deviennent anglais. Richard Cœur de Lion, le fils aîné d’Aliénor fait fortifier de nombreuses cités, parraine la fondation d’autres accorde des chartes communales. Il fait reconstruire La Réole, bâtir Marmande qui devient sa résidence préférée.

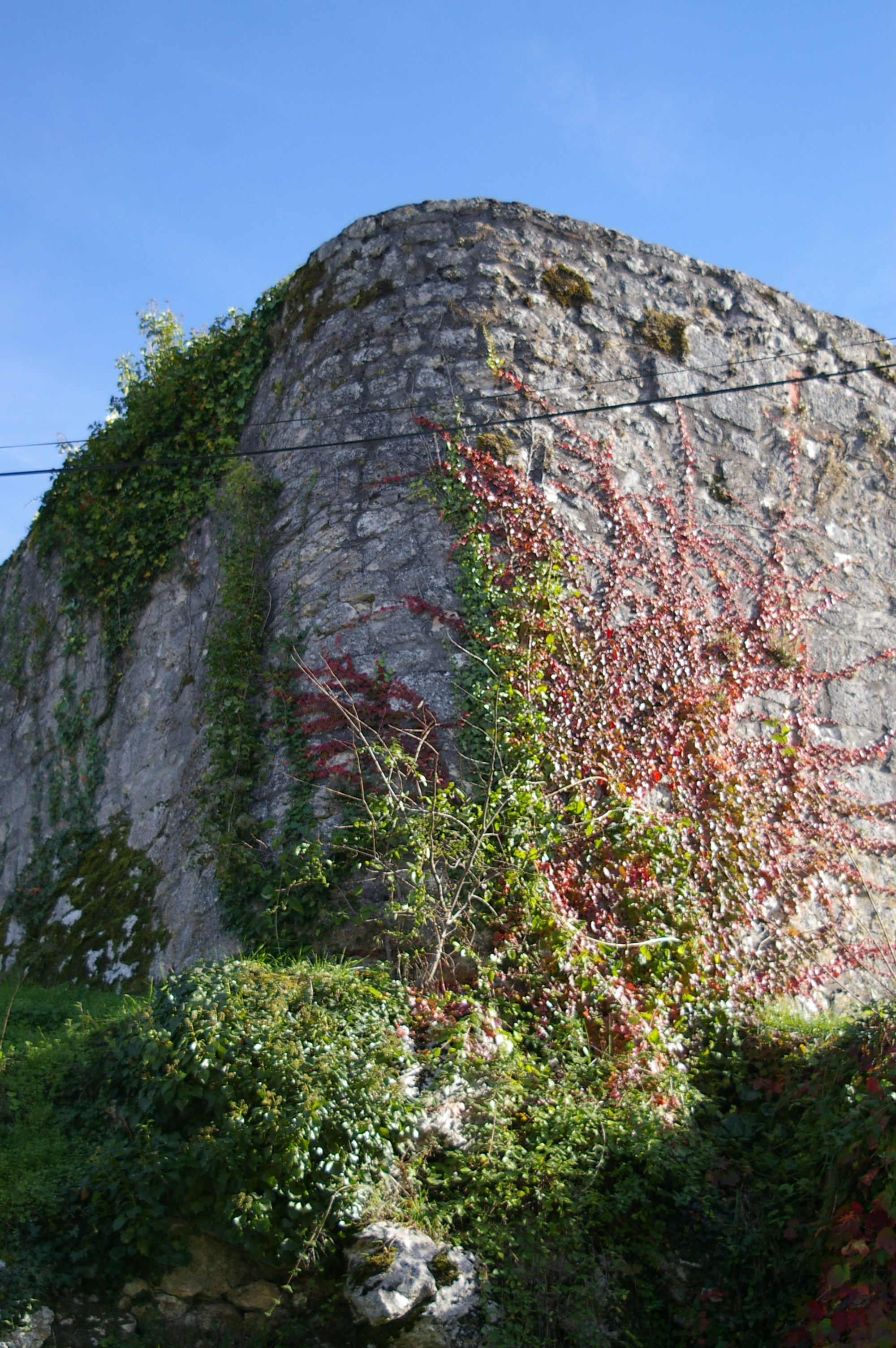
Tour ronde sud-ouest des remparts XIIe siècle.

La construction des fortifications dont on peut voir les restes sur les promenades date de cette époque ainsi que l'église romane dont les façades sud et est forment le coin des remparts de la ville forte à cet endroit : des fenêtres étroites bouchées, aux allures de meurtrières, sont encore visibles de la cour de l'école. Le château fort lui-même se trouvait à l'ouest du village actuel au-dessus de La Croix des promenades. Au XIIe siècle, il commençait à être construit en pierre. Jusque-là, le château était une simple tour en bois érigée sur une motte naturelle ou construite par l'homme. Une tour ronde à l'angle sud-ouest a été conservée. Elle était susceptible subir des assauts au moyen de catapultes donc sa forme était arrondie. L'entrée du pont levis se situait à droite de cette tour quand on la regarde. Le lieu-dit en a gardé la trace : le Bout du Pont lit-on sur le cadastre. Les pentes de sortie ont été préservées. Elles conduisent à la poterne le long des murailles et non pas perpendiculairement à la porte pour empêcher l'usage d'un bélier (source Mariens Borcy).
En 1189, Richard devient roi d’Angleterre à la mort de son père.

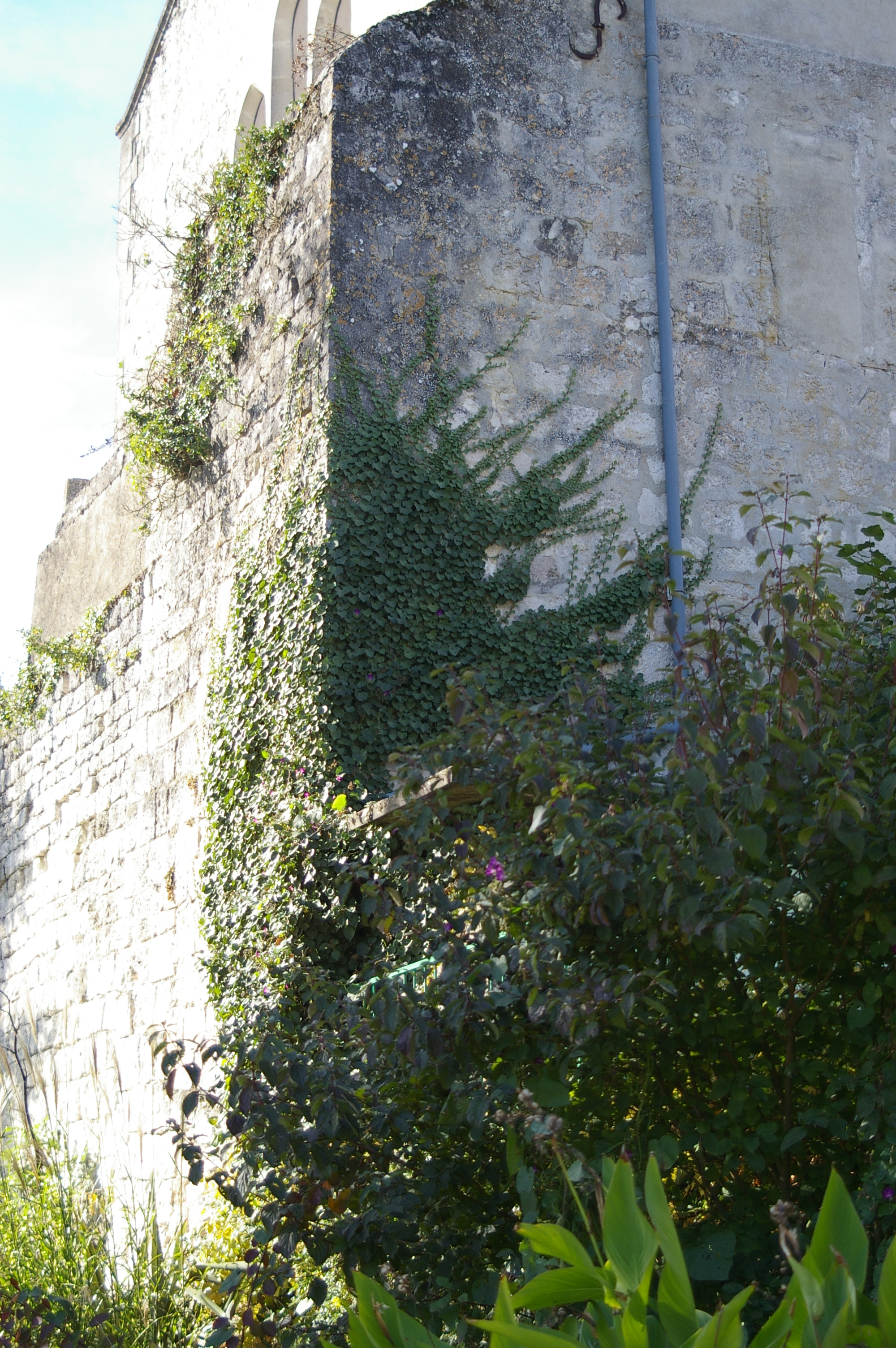
Église faisant le coin sud-est des remparts XIIe siècle.

### XIIIesiècleet les troubles de la1reGuerre de Cent Ans. Quand Soumensac redevint français puis anglais et français à nouveau
Jean sans Terre qui a succédé à son frère en 1199 poursuit la politique libérale vis-à-vis des villes et communes de ses domaines qui lui assurent de très grandes réserves d’hommes et d’argent. À cette époque, le bourgeois est anglophile et le noble vassal du roi d'Angleterre. En 1203, il exempte des taxes instituées sur les exportations de vin dits taxes de la Grande Coutume (en) les villes de Bordeaux, Bayonne et Dax en échange de leur soutien contre Philippe Auguste. Celui-ci vise à conquérir l’Aquitaine. La guerre reprend à intervalles réguliers. Finalement, Philippe Auguste réussit à agrandir considérablement son domaine (voir carte ci-contre). 

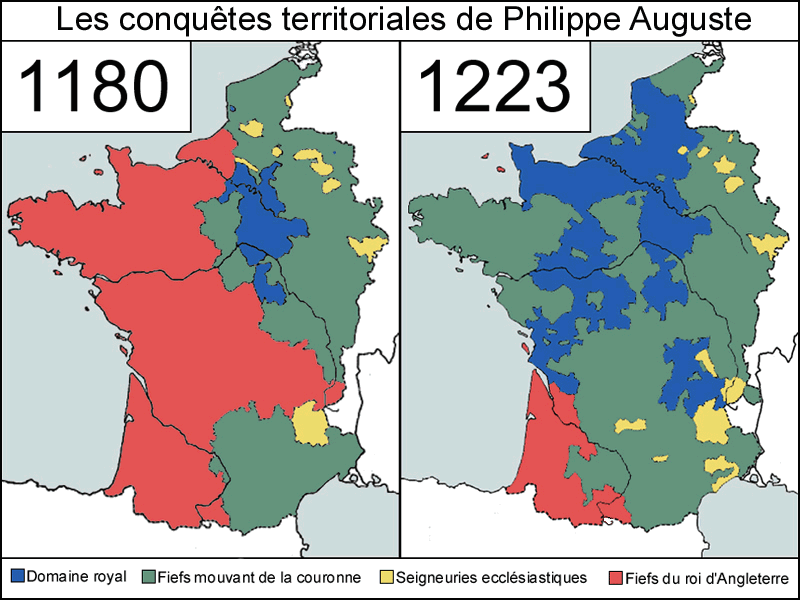
Conquêtes de Philippe Auguste.

Soumensac se trouve alors sur la frontière, floue, séparant les zones d'influence du comte de Toulouse (frère et vassal du roi de France) auquel le village est maintenant rattaché et du duc d'Aquitaine, roi d'Angleterre.
Les places changent souvent de suzerain. Le 26 mars 1265, trois seigneurs locaux - Hugues de Puychagut, Grimard de Picon et Hélie de Saint-Michel cèdent leurs droits sur la forteresse de Puyguilhem et les terres environnantes au roi d'Angleterre Henri III. En 1269, Alphonse de Poitiers, frère de Saint-Louis se plaint de troubles dans la région : on relève dans ses actes administratifs l'assassinat du chapelain de Soumensac et l'ordre fait à Jean de Grailly du parti anglais (voir la carrière d'un de ses descendants auprès du Prince Noir) dont le fils, Pierre avait pourtant épousé une Bouville de restituer le château de Soumensac à Guillaume de Bouville du parti français,. À la mort d'Alphonse de Poitiers, en 1271, le comté de Toulouse  revient au Domaine royal français, en la personne de Philippe III de France. Il comprenait à cet endroit la vallée du Dropt avec Villeréal et Eymet, bastide fondée en 1270 par Alphonse de Poitiers, s'enfonçaient vers le nord jusqu'à la Dordogne, laissant Sainte Eulalie de Puyguilhem à l'est et Monségur à l'ouest au roi d'Angleterre. Ce territoire en forme de doigt qui comprenait Soumensac, Duras et Sainte-Foy-la-Grande était entouré de terres anglaises ; ce qui n'a pas manqué de donner lieu à des affrontements et des combats violents. Ultérieurement, Bernard de Bouville entre en conflit avec le bailli de Sainte-Foy-la-Grande à propos des limites des juridictions de Duras et de Sainte-Foy-la-Grande. Il sème le trouble dans le commerce du Haut pays, agressant les nouvelles cités bourgeoises. Les Bouville tombent en disgrâce et sont extirpés de Duras et Soumensac. En 1274, Guillaume Doat fait allegeance au roi d'Angleterre
Après plusieurs années, les négociations entre Philippe III de France et Édouard Ier d'Angleterre aboutirent au traité d'Amiens en 1279, qui donna satisfaction aux revendications anglaises sur l'Agenais et Soumensac redevint anglais.
Pendant toute cette période, pays de frontière, Soumensac fluctue entre le parti anglais et celui du roi de France au gré des circonstances et des soumissions changeantes des puissants seigneurs de Duras : les Got et les Durfort du parti anglais qui succèdent aux Bouville. En 1339, Catherine de Grailly, petite fille de Jean de Grailly, mentionné plus haut épouse Amanieu de Pellegrue, seigneur de Soumensac, sans postérité.
À cette époque, l'église de Soumensac, dédiée à saint Roch, était la succursale, selon l'appellation ecclésiastique, de celle de Saint-Jean de Soumensac (maintenant de Saint-Jean-de-Duras), église matrice. Il y avait aussi une annexe à Gassac, Saint-Étienne, dont il ne subsiste pas de traces.
Les frontières perdurent à travers les siècles. Le département de Lot-et-Garonne a repris ce tracé sauf en ce qui concerne le « bout du doigt » (Sainte-Foy-la-Grande), passé en Gironde.

### XIVesiècleGuerre de Cent Ans. Soumensac redevint anglais puis français
En 1338 est tiré, par le Sénéchal de Guyenne, devant Puyguilhem assiégé, le premier boulet de canon de l'histoire occidentale d'après Jules Michelet. C'est la naissance de l'Artillerie. En 1345, Edouard III qui est au pouvoir en Angleterre reprend la guerre pour faire valoir ses droits sur la couronne de France. Sa stratégie de guerre est liée à la faiblesse de l'Angleterre en hommes : 5 millions d'habitants contre 20 millions en France. Il fait des incursions rapides, foudroyantes et meurtrières : les Chevauchées. Il envoie ainsi Henry de Lancastre qui, débarque à Bayonne en juillet, chasse les Français de Bergerac, Angoulême, La Réole, Aiguillon, au total plus de soixante villes et dix forteresses dont Soumensac. Gilbert de Pellegrue dont la famille était seigneur de Soumensac et d'Eymet, pour garder ses terres envahies par l’Anglais accepte de servir Édouard III d'Angleterre. Celui-ci, par lettre du 1er juillet 1354, renouvelée le 3 juillet 1358 lui confia la garde du château de Soumensac, situé dit l'acte "sur la frontière des ennemis de l'Angleterre". Ce fut le début d'une crise où la France faillit sombrer dans l'anarchie. La situation changea sous le règne de Charles V qui abandonna aux Anglais le Sud-Ouest de la France au traité de Brétigny.
La guerre reprit en 1368 et si en 1379, Gilbert de Pellegrue faisait encore hommage au roi d'Angleterre, dès 1380, Guillaume de Pellegrue (1350-1423) seigneur de Soumensac et d'Eymet servit la cause française. Se succédèrent à Soumensac Raymond III de Pellegrue (1364-?) et Bertrand de Pellegrue. Ce siècle connut une grande dépression, des troubles et des guerres incessantes et la grande peste.

### XVesiècleet la fin de laGuerre de Cent Anset le départ des Anglais d'Aquitaine
La Guerre de Cent Ans qui a repris au siècle dernier durera jusqu’au départ des Anglais à la bataille de Castillon en juillet 1453. Il semble que Gilbert de Pellegrue ait, opportunément, rallié le parti français peu de temps avant cette bataille.
Madeleine de la Roque (1465-1523), Dame de Cambes, Lévignac, Soumensac, Longueville et de la moitié de Virazeil épouse Jean de Pellegrue (1470-1501) : un fils Guillaume.

### XVIesiècleetguerres de Religion
En 1510, on relève un dénommé Flamenc seigneur de Soumensac. Guillaume de Pellegrue (1490-1530), baron d'Eymet et de Soumensac. Sa fille Philippa de Pellegrue (1525-1570), dame de Soumensac, épouse Hélie de Coulonges Poncet (1520-1579) qui devient seigneur de Soumensac.

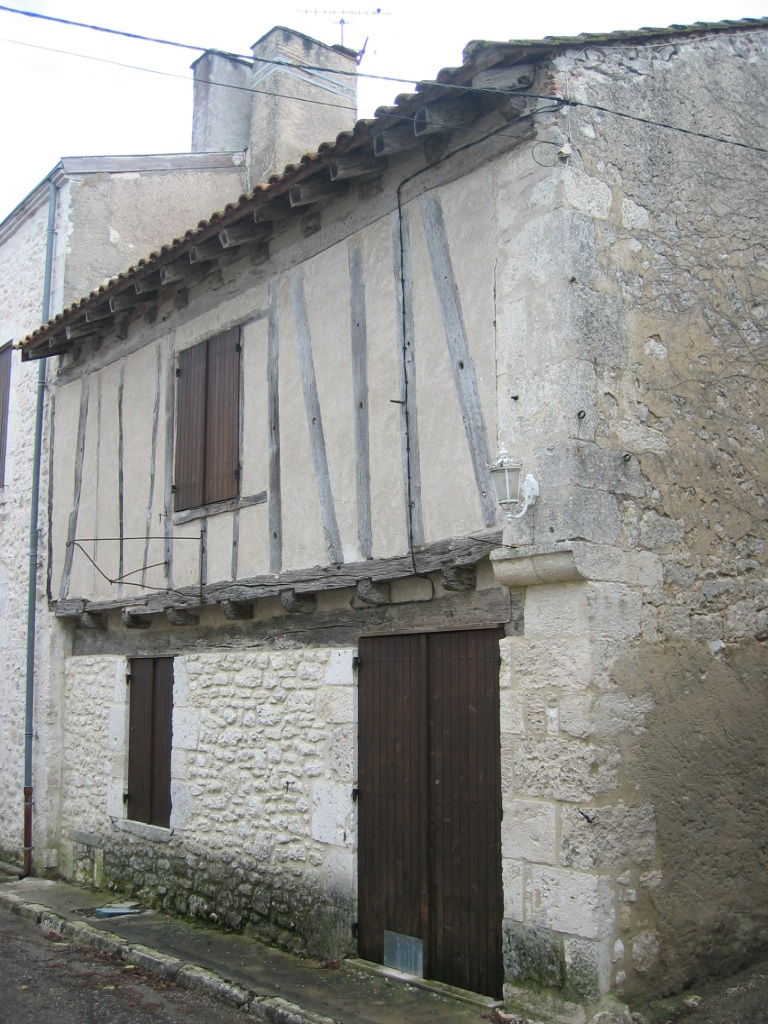
Maison du XVIe siècle.

En 1548, se produit la révolte de la gabelle à Bordeaux et dans les environs qui fut si grondante qu'arrivèrent les troupes royales sous l'ordre du connétable Anne de Montmorency. Forcément soumise, la région de Duras prit alors le nom de pays de nouvelle conquête à qui le susceptible Henri II de France supprima tous les privilèges sur les vins de Bordeaux. Comme la colère allait à nouveau bouillir, le roi les restitua le 2 décembre 1550 se réservant toutefois le produit de la Grande Coutume (en) et de la petite coutume. La grande coutume ou double marque frappa les vins négociés à Bordeaux en provenance du Haut-Pays : Loubès, Soumensac, Saint-Astier, Saint-Jean et Pardaillan. La petite coutume les vins vendus en détail (issac) et exclusivement bordelais : Duras, Pujols, Rauzan, Montravel et Sainte-Foy-la-Grande et les autres marchandises. Cette taxe avait été instituée au XIIe siècle par les ducs d'Aquitaine anglais et disparut sous ce nom à cette époque.
En 1562, Soumensac paye 56 livres sur les 9 800 livres levées par le roi Charles IX sur les vins de Guyenne pour payer ses guerres contre les protestants.
Ce territoire, qui au XIIIe siècle était une enclave en terre anglaise, est au XVIe siècle majoritairement huguenot. La conversion des seigneurs de Duras au protestantisme n'y est probablement pas étrangère. Il fait un lien entre deux régions protestantes, la vallée de la Dordogne et celle de la Garonne, rejoignant d'un côté Bergerac et Sainte-Foy-la-Grande, à Marmande et Tonneins. Pendant les guerres de Religion, de nombreux combats ont lieu autour de Soumensac, notamment en 1569 (voir Blaise de Montluc La Pléiade p. 664).

### XVIIesiècle, la révocation de l'édit de Nanteset l'exode des protestants
Après les guerres de Cent Ans, les guerres de Religion et la révocation de l'édit de Nantes, le pays qui a considérablement souffert s'est dépeuplé. En 1680 on recensait 400 communiants à Soumensac et Saint-Jean-de-Duras et encore 40 familles protestantes. À Gassac, il n'y avait plus que 10 à 12 communiants pour 20 familles "d'hérétiques" (source : fonds Durenque Archives d'Agen). L'exode des protestants entraîne la disparition de villages entiers comme Fougueyrat ou Gassac. L'église Saint-Étienne de Gassac est mentionnée sur la carte de Belleyme (voir ci-dessous) comme tombée en ruine au XVIIIe siècle. Lors de ses travaux dans les champs à l'emplacement de l'ancien village de Fougueyrat, Mariens Borcy ne retrouve plus de pièces de monnaie postérieures à 1630.
On ne retrouve aujourd'hui aucune trace de cette présence protestante : reste de temple, nom de lieu-dit, etc. ; si ce n'est le petit cimetière du hameau du Roubineau et les nombreuses tombes disséminées dans la campagne.
Les protestants ne se réorganiseront qu'au milieu du XVIIIe siècle avec une présence dans le Haut-Agenais comme en témoigne ce méreau mais qui ne semble pas avoir touché le bourg de Soumensac ou aucune trace de protestantisme n’apparaît.

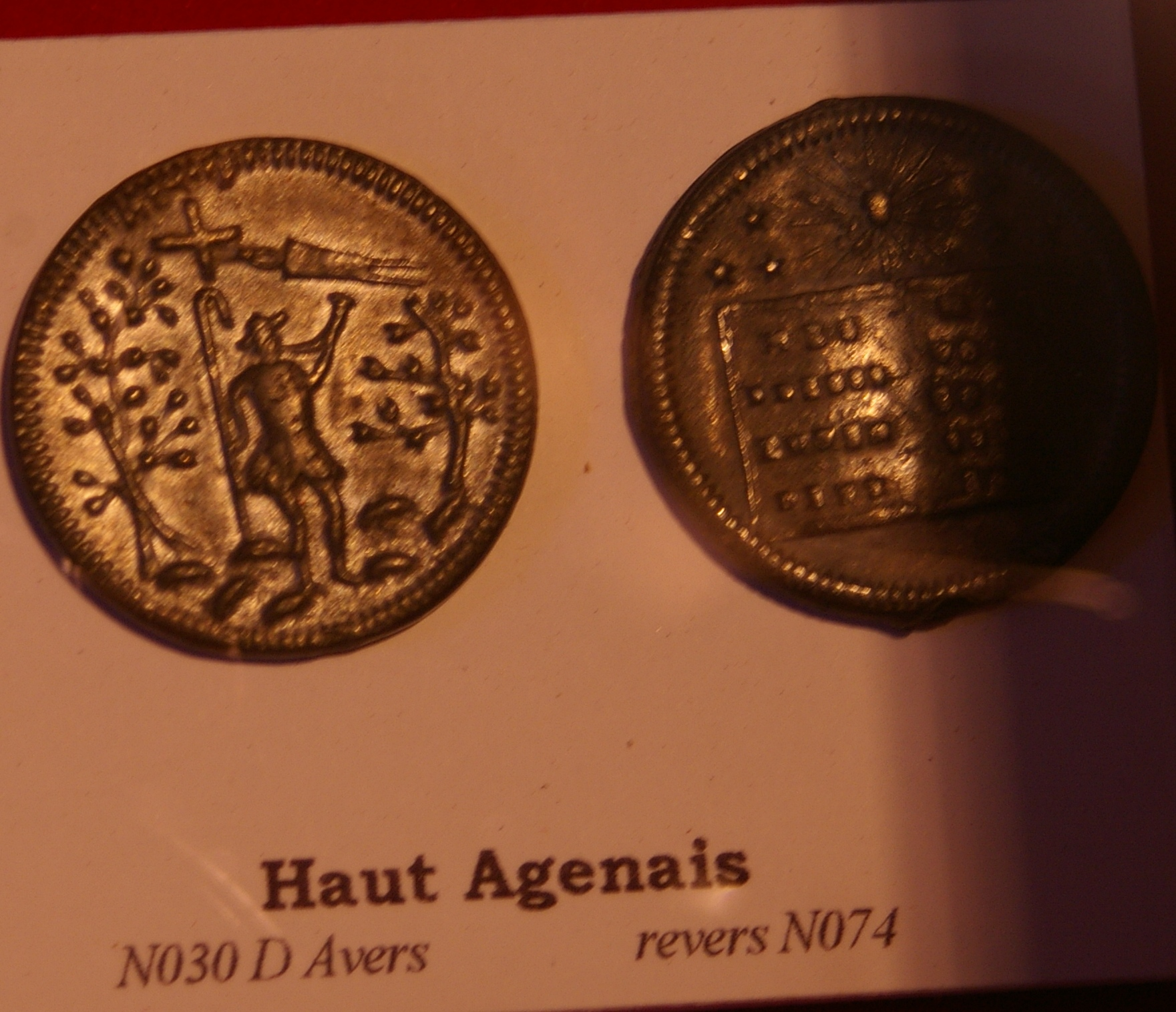
Méreau de communion du Haut-Agenais (Musée du désert).

1645 : Les Chillaud, seigneurs de la Chapelle, des Fieux, de Chercuzat, de la Lande, de Ponsault, d'Adian, de Lachapelle-Gonaguet, de Fonlosse, de la Jarthe, de Parenchères deviennent également seigneurs de Soumensac.
Pour repeupler le pays, des tenures sont offertes. Le seigneur de Soumensac en offrit une à un nommé Lubriac. Cette famille disparue, le nom reste attaché à cette terre qui devint la propriété des Dumas, venus du Limousin. Me Germain Dumas, était le frère ou le neveu de Léonard, curé de Soumensac. Il fut juge de Soumensac et juge royal de Miramont. Son fils  aîné s'engagea dans le régiment des Mousquetaires du Roi dès 1684, sous le nom de Dumas de Lubriac. Un autre fils, Bertrand Dumas, sieur de Falus, avocat, fut le grand-père de Charles Dumas de Lubriac. Celui-ci, marié à Saint-Domingue, revint  à Soumensac, où on le retrouve en 1781 qualifié de noble, écuyer, seigneur de Sigoulès, Mescoules, Flaugeac, Lestignac et Cunèges. Fervent jacobin, sous la Révolution, il devint juge de paix du canton de Soumensac, puis maire.

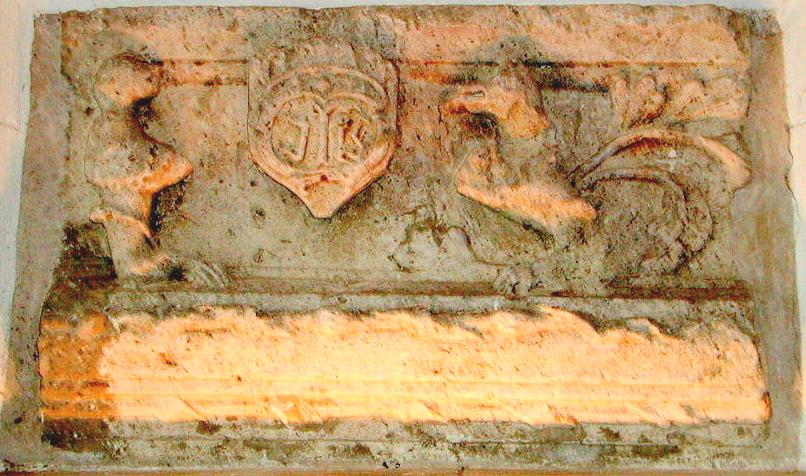
Pierre sculptée sur laquelle figurent les armes des Chillaud.

1649 : Jean de Bommartin est capitaine d'infanterie au régiment de Théobon. Il habitait Casseplagat, hameau de la paroisse de Sainte-Eulalie d'Eymet, aujourd'hui disparu. Un de ses descendants, Mathieu, s'installe à Soumensac, par son mariage avec la fille de Sr Jean Albert, bourgeois du lieu de la Blancharde. Son petit-fils Pierre Bommartin, devint maire de Soumensac comme son gendre Joseph Biraben.
1664 : Écroulement de la façade de l'église de Saint-Jean de Soumensac, "le curé profite de l'occasion pour transférer définitivement les fonctions curiales dans la chapelle du bourg qui fut considérablement agrandie et de Saint-Roch prit le nom de Notre-Dame qu'elle a gardé depuis" (sources Pouillé d'Agen).

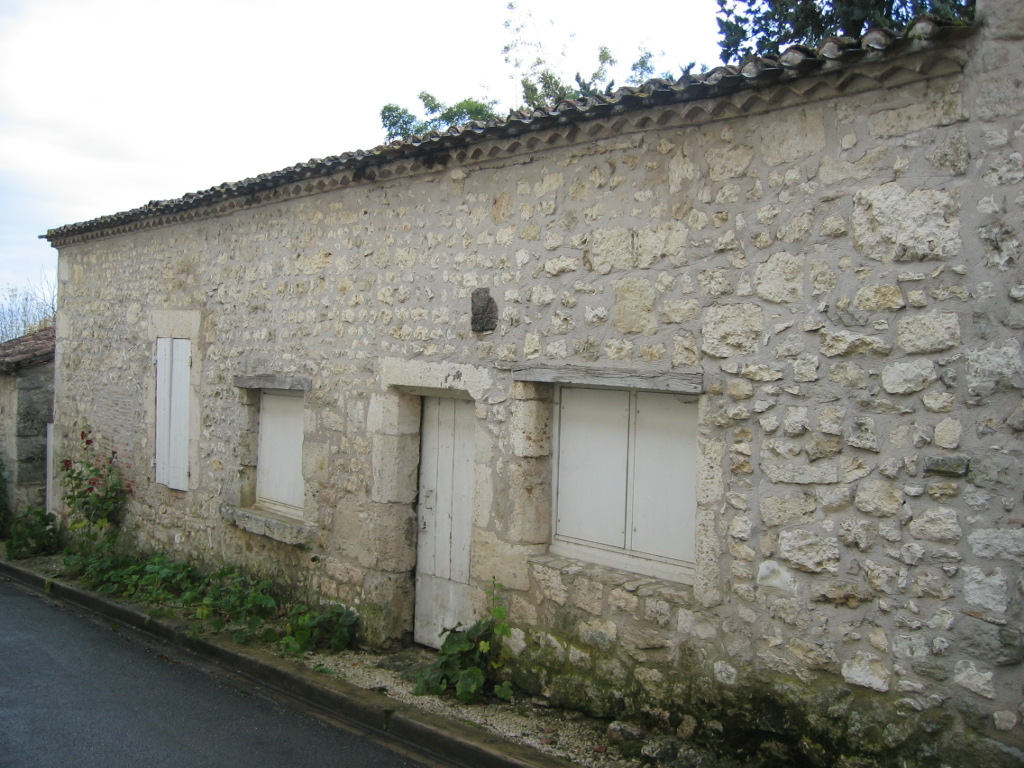
Maison XVIIe siècle

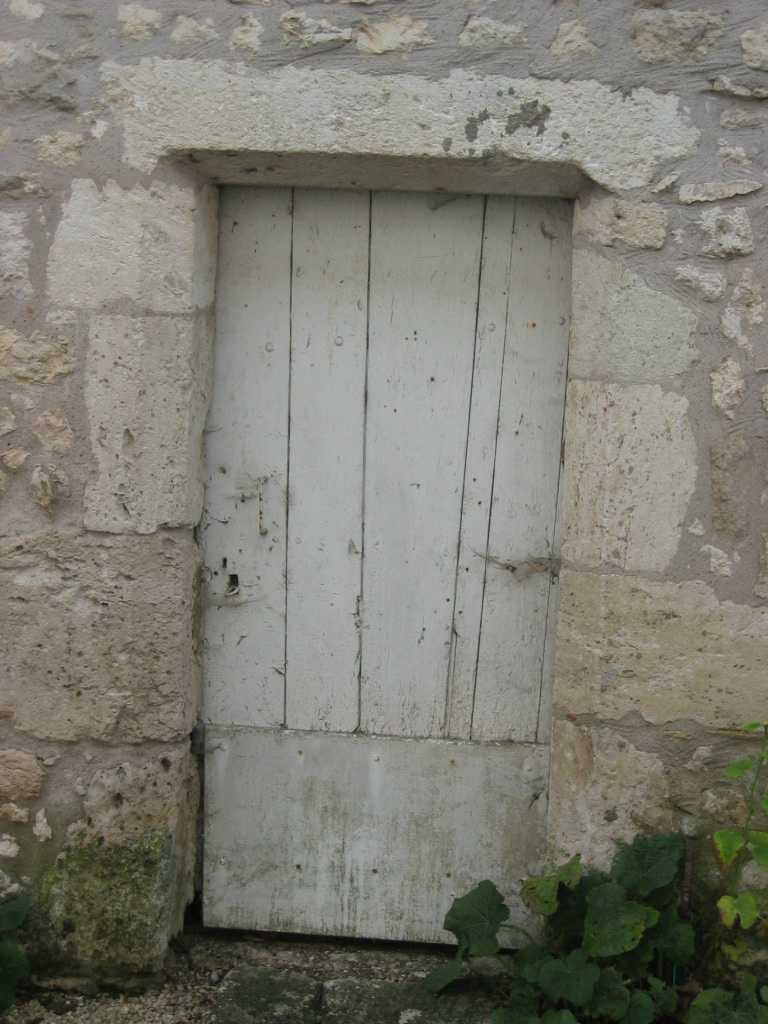
Porte XVIIe siècle.

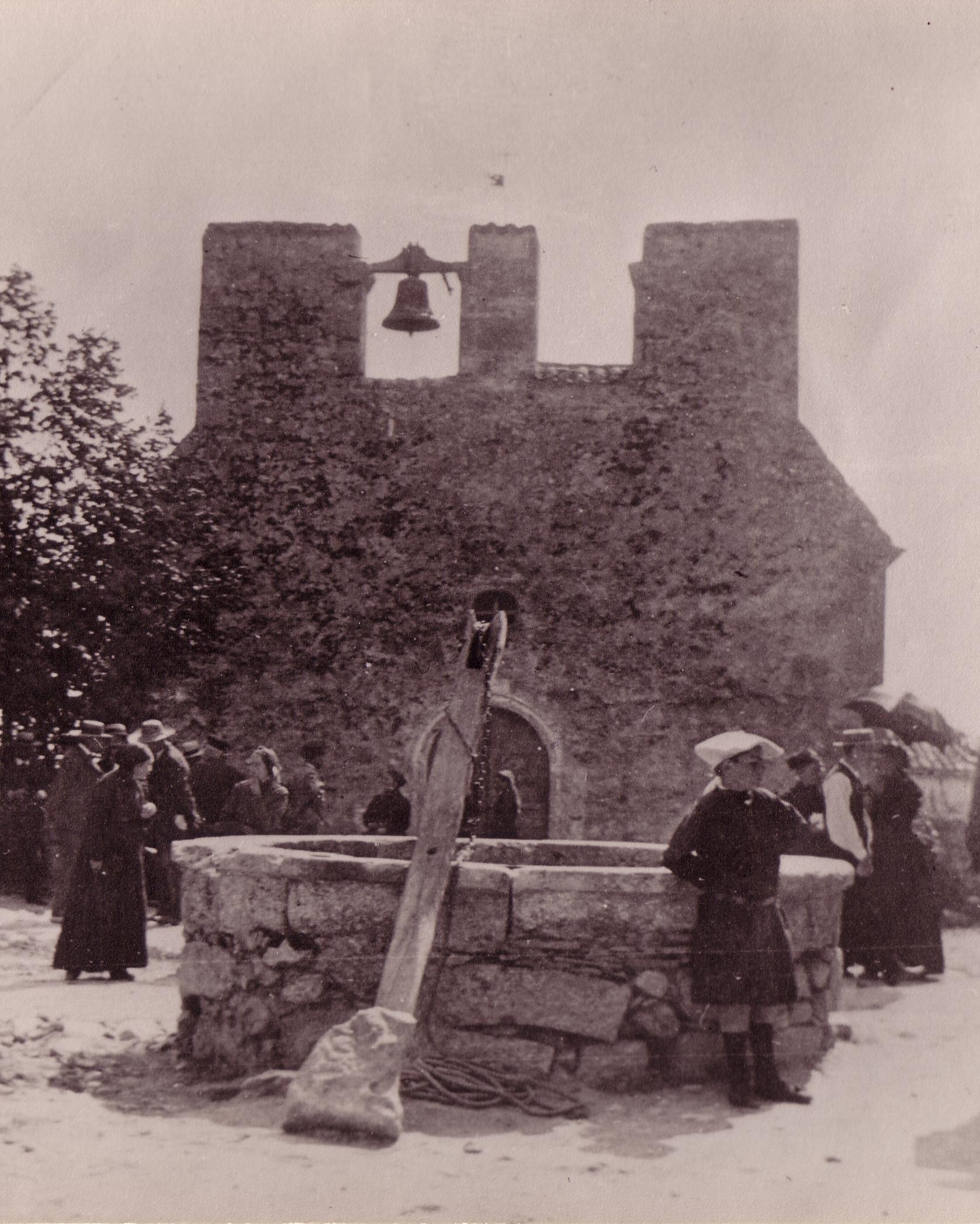
Église de Soumensac.

1677 : M. de Pompadour, seigneur de Soumensac fait acte d'aveu et de dénombrement de la seigneurie de Soumensac (Archives départementales de L&G registre C. fol. 41-48). Dans ce texte du 18 mars 1677, le dénombrement mentionne "deux paroisses contiguës appelées l'une Saint-Jean de Soumensac, l'autre Saint-Étienne de Gassac... Plus dans la dite baronnie, il y a deux villes closes de murailles et toutes deux contiguës appelées l'une ville haute, l'autre ville basse de Soumensac sur lesquelles j'ai toute justice... Plus, j'ai dans la ville haute un château fermé de murs avec ses fossés et basse-cour et écuries et jardin, le tout tenant ensemble et enfermé de murs de la contenance d'un journal de pays... confrontant à la grande rue qui va de la dite porte montant vers l'église à l'autre porte de la ville".

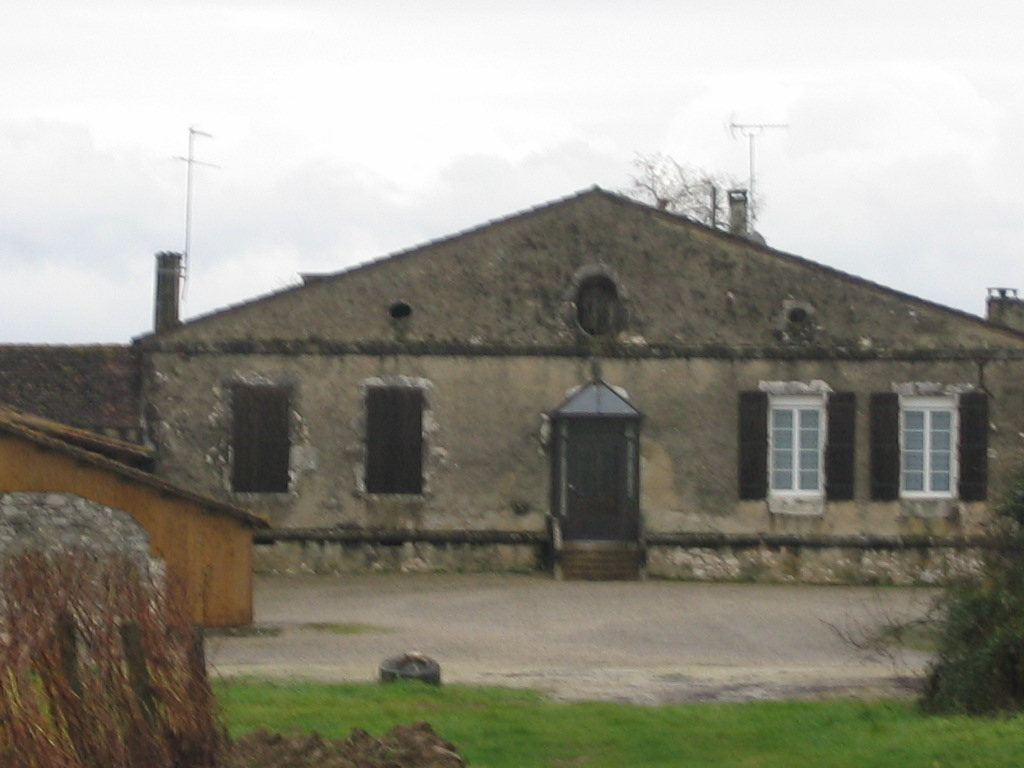
Ferme

### XVIIIesiècle
En 1750, M. de Chillaud, seigneur de soumensac, écrit au roi, lui signalant la profonde misère qui s'approche dans le pays par le manque des deux tiers de la récolte en grain et l'émigration en masse des gens de chez nous allant chercher fortune ailleurs.
Dans la ville basse de Soumensac est bâtie une belle demeure bourgeoise appelée communément château. Construite probablement par Messire Henri de Geneste, baron de Malromé ou par son frère Jacques, commissaire de l'artillerie de France et qui est désigné dans un titre pour une succession comme "seigneur en partie de Soumensac", habitant la ville haute. Le château appartiendra ensuite à la famille de Boëry jusqu'au début du XXe siècle (sources René Blanc/M et Mme Yves Geneste).

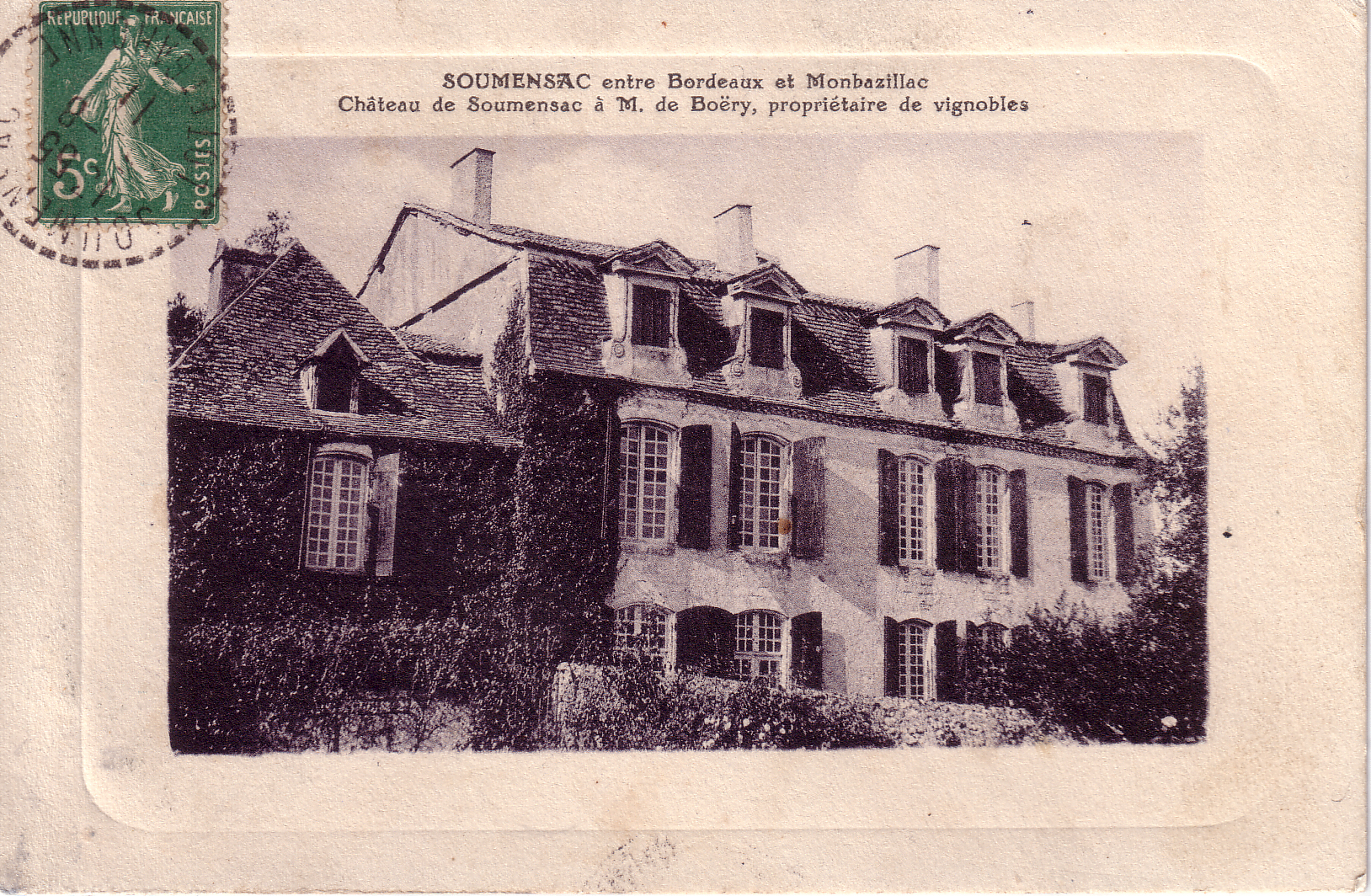
Château de Soumensac XVIIIe siècle

1779 : Un Chillaud, Jean de Chillaud, ancien conseiller au Parlement de Bordeaux, est encore mentionné dans un acte de transfert de propriété à Jean Roubineau fait au château de Gorsse le 6 février 1779. Cet acte cite les droits féodaux cédés à J. Roubineau. Sa famille restera seigneur de Soumensac jusqu'à la Révolution

### Révolution
La crise économique de 1788-1789 marqua le début de la Révolution. L'économie du pays de Duras était toujours liée à cette époque à celle du commerce de Sainte-Foy-la-Grande par où s'écoulaient les produits sur la Dordogne. En janvier 1789, un Depuch de Soumensac signe avec la noblesse à Sainte-Foy-la-Grande, dans la salle des Recollets, l'abandon de ses privilèges en matière d'impôt.
Durant l'été 1789 l'abolition des privilèges promise par les révolutionnaires  parisiens tarde à se faire sentir ou est incomplète : la rente payée au seigneur est toujours considérée comme un bien rachetable. Le peuple est impatient. Il s'en prend aux symboles de l'inégalité, il brûle les bancs des églises (le peuple restait jusqu'alors debout au fond de l'église), il abat les girouettes des châteaux, mais surtout il refuse dorénavant de payer la rente et pour cela il cherche à détruire les archives des châteaux dans lesquelles sont conservées les documents attestant la possession des droits féodaux. La rente dont l'origine remontait souvent au XIVe siècle n'avait plus de justification économique (le seigneur et son château ne protégeait plus personne, souvent il n'habitait plus là) et son taux avait été la plupart du temps trafiqué par le seigneur et son notaire feudataire pour atteindre des niveaux exorbitants, ce dont s'est plaint la communauté de Soumensac (Hubert Delpont p. 162). Enfin, dans cette région, le paysan était souvent propriétaire de sa terre. Elle était petite mais elle lui appartenait en propre alors pourquoi payer en plus une rente sans contrepartie ! On notera qu'un siècle et demi plus tard, le communisme a fait campagne à Marmande avec le slogan : "le communisme c'est la défense de la petite propriété". Dans cette partie du Sud-Ouest, Haut-Agenais, vallée de la Garonne..., régions relativement riches, les révoltes n'étaient pas uniquement conduites par la misère mais aussi par les premières revendications bourgeoises qui donnèrent ultérieurement naissance aux républicains de gauche dont Armand Fallières, originaire du département est un parfait représentant. Lors de ces troubles, le peuple érige des mais, symboles de la révolte depuis plusieurs siècles. Ces troubles perdureront de façon sporadique jusqu'en 1793, date de l'abolition définitive de la rente. Une société des Amis de la Constitution de 1793 tient ses séances à Soumensac alors chef-lieu de canton.
Mais ce n'en était pas fini avec les révoltes paysannes dans le Sud-Ouest. Les motifs qui mettent en mouvement les masses paysannes sont beaucoup plus variés qu'auparavant... : le refus d'une laïcisation imposée du cadre de vie et l'opposition aux levées de troupes, puis à la conscription (Jean Boutier cité par Hubert Delpont). Des troubles religieux éclatent en avril 1794 à Soumensac (Hubert Delplont p. 385), Pardaillan, Loubès-Bernac à l'occasion des ci-devant dimanches. Les femmes sont souvent à la pointe du combat contre les descentes de cloches mais aussi le recensement des grains. Ces troubles seront rarement violents. En revanche, ils donneront pour la première fois au paysan l'occasion d'occuper l'espace politique, d'exister.
Entre 1798 et 1800 des bandes de pilleurs (Hubert Delpont p. 460 et 485), déserteurs, brigands encouragés par une insurrection royaliste (Toulouse) sillonnent la campagne. Après le pillage de plusieurs diligences et autres actes de terreur qui eurent lieu un peu partout autour de Duras, le gouvernement envoya un régiment prélevé aux armées des Pyrénées-Orientales, tenir garnison dans la ville haute de Soumensac, sous le commandement du général Joseph Servan, âgé de 59 ans, ancien ministre de la Guerre. on notera qu'à cette époque donc (1800), le château féodal existait encore et pouvait abriter une troupe.
En créant les départements, la Révolution, influencée par l'esprit jacobin et méfiante à l'égard de la campagne soupçonnée d'être toujours sous l'influence des nobles a souhaité réduire le nombre de communes en regroupant les anciennes paroisses. Il y avait ainsi trois cantons : Duras, La Sauvetat et Soumensac. Ce qui explique pourquoi dans les statistiques démographiques le recensement de 1794 fait apparaître une population très supérieure par rapport aux autres. Ce chef-lieu de canton était réputé pour ses foires importantes et ses vins excellents. Les surfaces de vignes augmentèrent considérablement et les deux cantons Duras et Soumensac étaient en tête du département en matière de production de vin.

### Premier Empireet1remoitiéduXIXesiècle

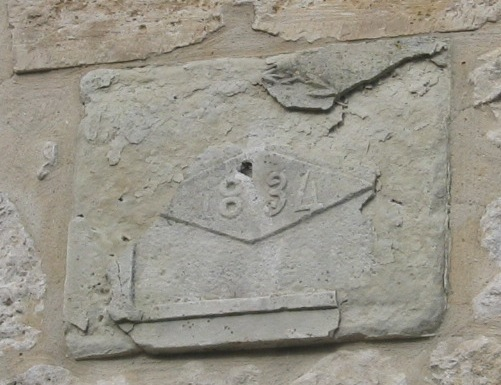
plaque de maison

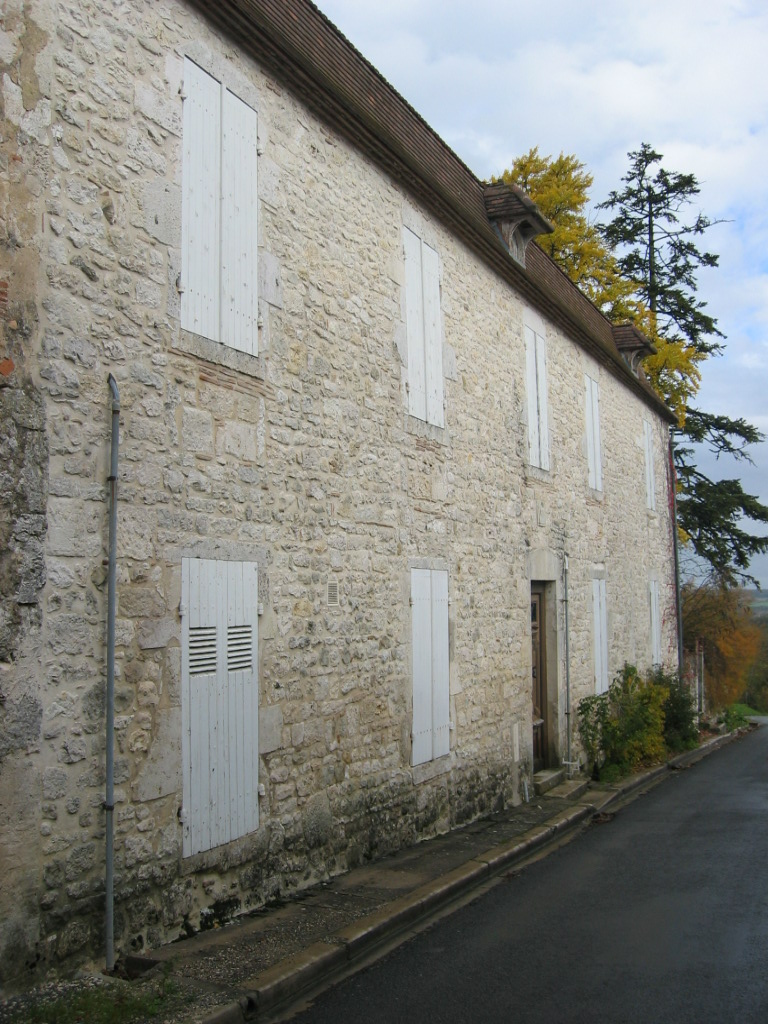
Maison XIXe siècle

Les guerres avec l'Angleterre qui suivirent la Révolution, le blocus continental qui stoppa le commerce des vins ruinèrent cette petite cité comme le montre la chute brutale de la démographie entre 1794 et 1800. La population est réduite de moitié en quelques années. On peut cependant s'interroger sur le chiffre de 1794, anormalement élevé. Ne rend-il pas compte du canton qu'était Soumensac à cette époque ?

### 2emoitiéduXIXesiècle

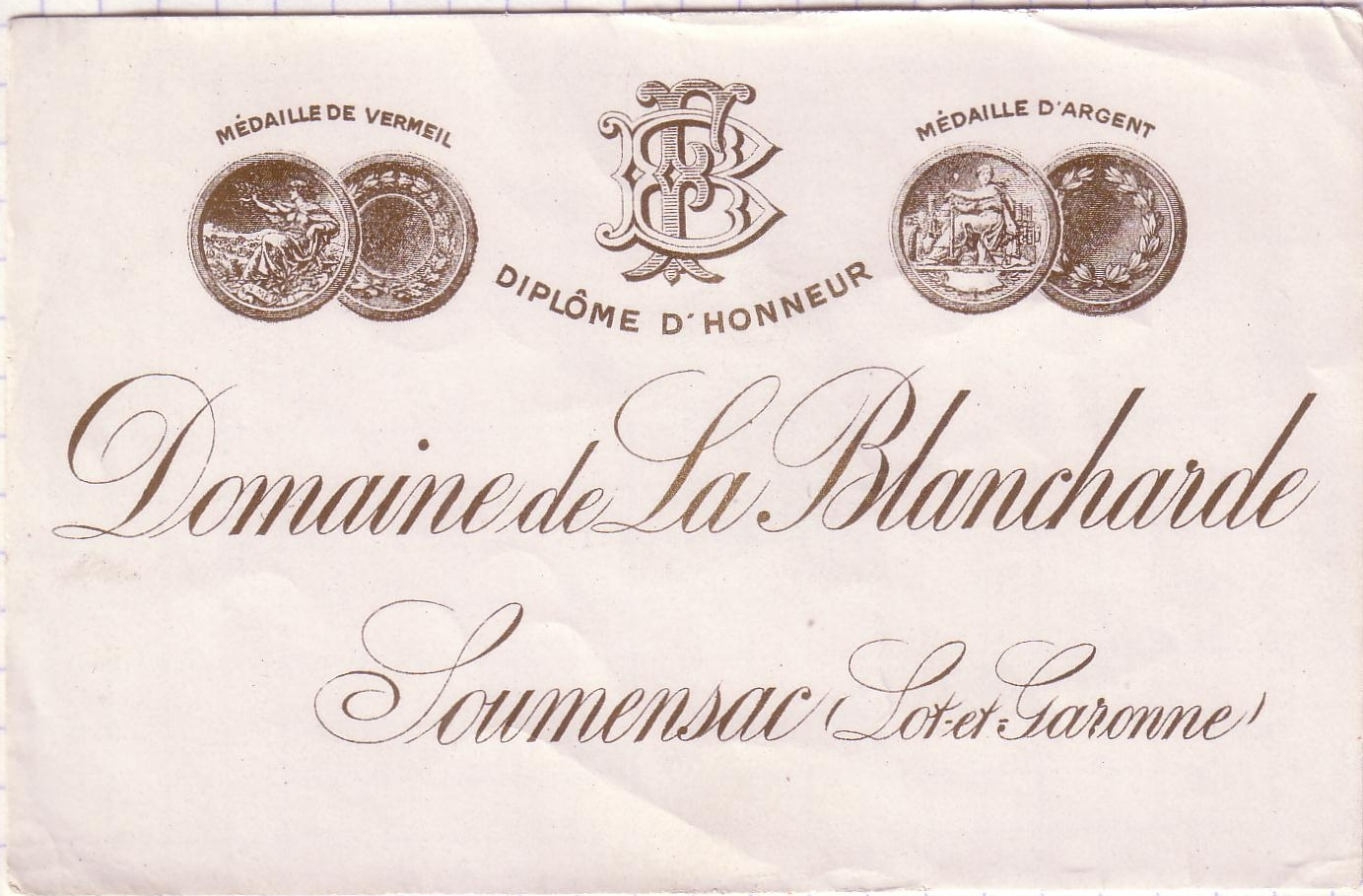
Etiquette de vin

- 1872 : Exposition des vins à Agen : Duras et Soumensac sont en tête des communes productrices de vin du département
- 1879 : À la suite de la crise du Phylloxera, le pays se dépeuple à nouveau comme en témoigne la courbe démographique ci-dessous.

À la fin du siècle, le culte protestant est rouvert dans de nombreuses communes comme à Loubès. En réaction, l'église catholique rénove ses églises et érige des croix aux carrefours des routes et aux endroits remarquables comme sur les Promenades à Soumensac, marquant ainsi son territoire. Des investissements publics sont aussi réalisés : création du lavoir en 1884.

### XXesiècle

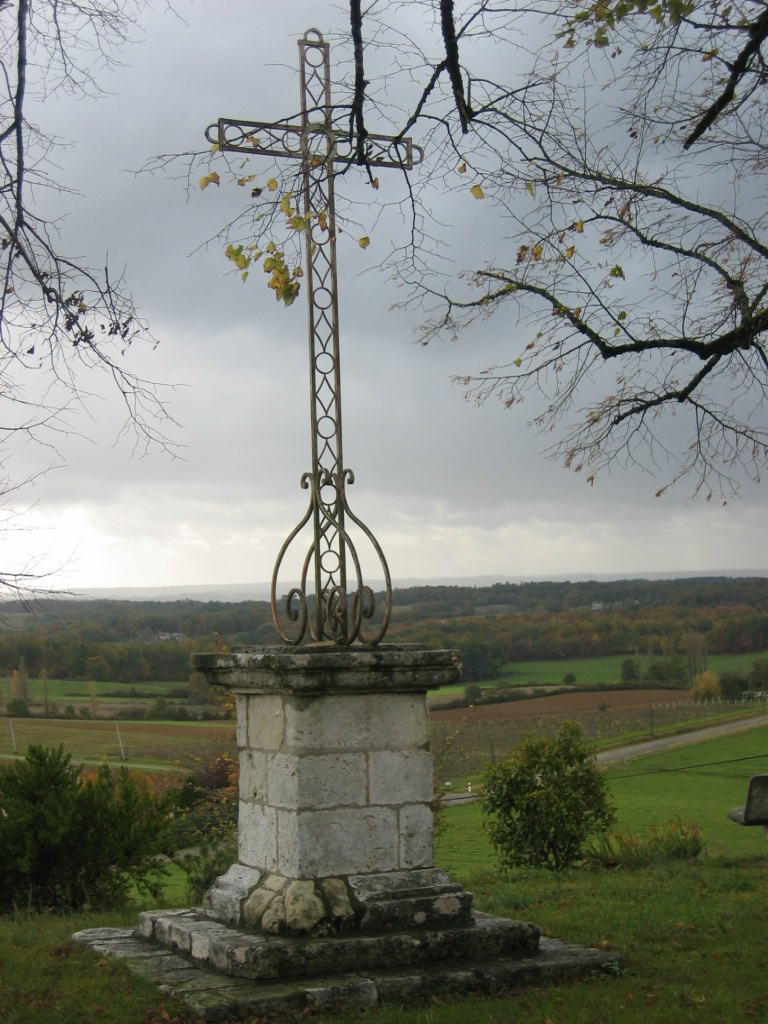
La Croix sur les Promenades

À Soumensac, le marquis de Boëry, maire, lègue 1 000 francs à la commune sans doute dans l'intention de faciliter sa réélection. Malheureusement pour lui et comble du paradoxe, c'est son adversaire de la liste anti-cléricale Bommartin qui est élu et érigera le clocher qui sera terminé aux environs de 1910.
Durant la guerre de 1914-1918, Soumensac, comme de nombreuses communes rurales, paye un lourd tribut à la défense de la patrie : 24 morts sur une population de 417 habitants avant la guerre soit près de 6 % de la population.

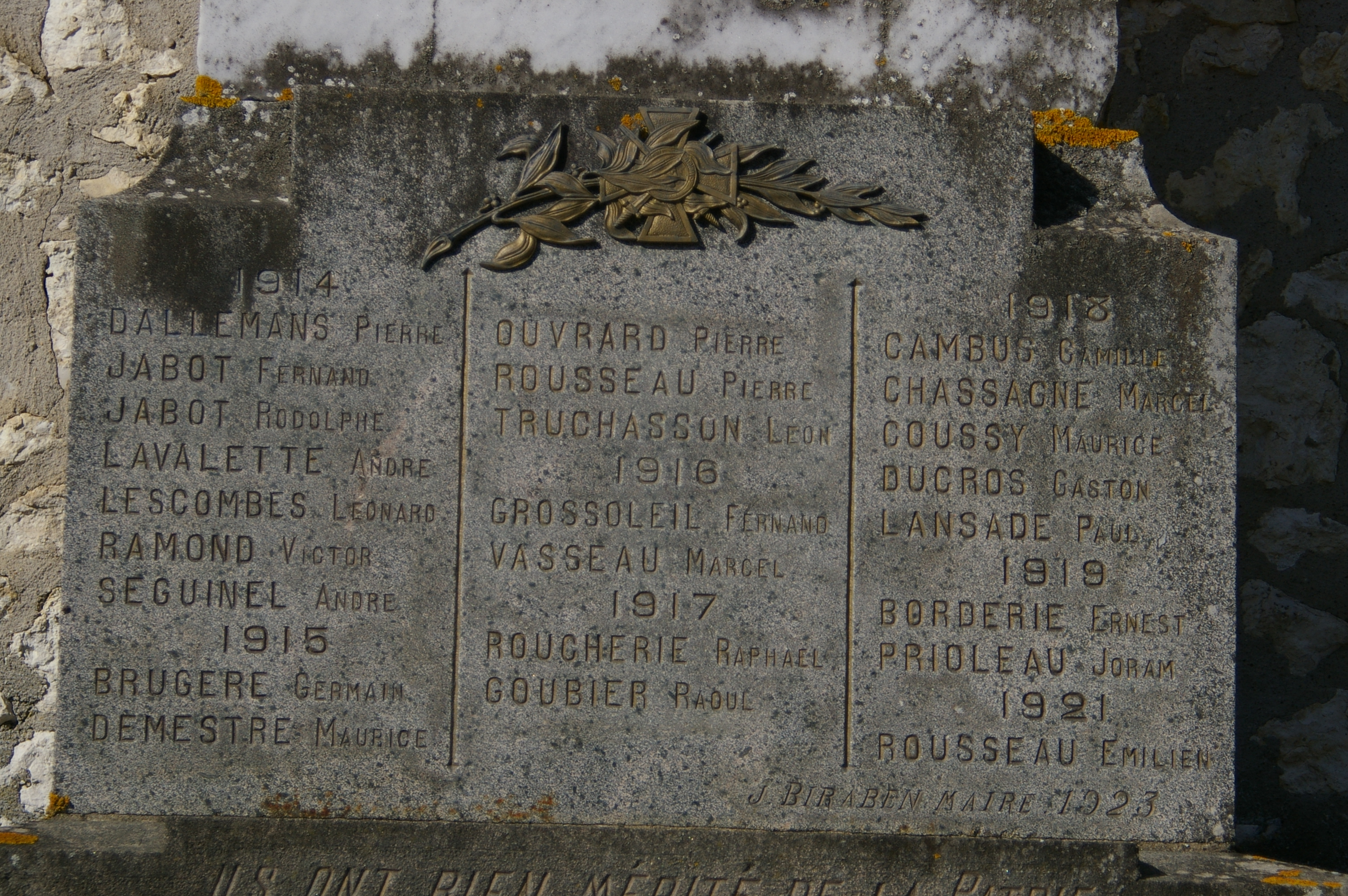
Monument aux morts

### Seconde Guerre mondiale
Plusieurs maquis (AS et FTP) agissent à Soumensac et dans les environs : nombreux parachutages récupérés par le réseau SOE de Maurice Buckmaster. En juin 1944, le commando, venu d’Eymet s'installe au Pradou et plus tard investit le château qui appartient depuis le début des années 1930 à Pierre Cathala, Ministre des Finances du gouvernement de Vichy et gendre du professeur Pierre-Félix Lagrange dont le buste en bronze, au nom de la récupération des métaux non ferreux, a pourtant été enlevé par les services de Vichy en 1942.

### Époque contemporaine: retour des anglais amical et sympathique
Après la Seconde Guerre mondiale, et surtout à la suite de l'exode rural des Années 1960, le village perd progressivement ses activités dans le bourg. Ferment le menuisier (Clément Boucherie), le forgeron (Clovis Prioleau), le boulanger, les épiciers (Mme Testet), les deux cafés, celui de la place et celui de Maneyrol ;  le bureau de poste qui était recette de V catégorie devient Agence Postale, etc. Entre les deux guerres le bourg avait déjà perdu l'étude du Notaire et l'atelier de mécanique de Maneyrol.
En 1989, pour fêter le bicentenaire de la Révolution, un arbre de la Liberté (tilleul) est planté sur les Promenades.
À partir des années 1980, de nombreux britanniques attirés par la douceur du climat et une offre immobilière attrayante viennent s'installer en Aquitaine. Restaurant des maisons souvent délaissées, ils retrouvent le pays de leurs lointains ancêtres du Moyen Âge. Cette population s'est rapidement enracinée et a réussi en peu d'années son intégration dans le pays. Soumensac accueille plusieurs familles.

## Voies de communication

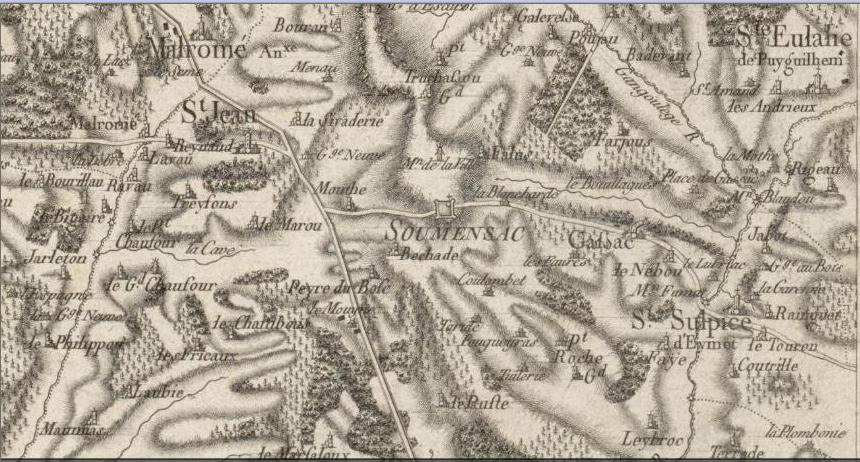
Carte de Belleyme 1761-1789

Soumensac n'était relié jusqu'au XIXe siècle qu'à Eymet par un chemin qui, après Gassac, passait par le lieu-dit La Blancharde et rejoignait le pied des remparts dont il faisait le tour par le midi. La rue principale n'existait pas. Encore château-fort au XVIIIe siècle d'après la légende de la carte de Belleyme, une seule entrée existait à l'ouest. L'endroit a gardé le nom : "le bout du pont". Le chemin poursuivait par Mouthes jusqu'à la grande route Marmande Sainte-Foy-la-Grande qu'il rejoignait à environ un kilomètre par le tracé actuel. Ces deux dernières villes sont des ports importants l'un sur la Garonne l'autre sur la Dordogne pour l'exportation des produits du Haut-Agenais, en particulier du vin, qui trouvaient là un moyen simple d'écoulement vers les marchés privilégiés d'Angleterre. Tout au long de cette route importante se sont multipliées les forteresses : Soumensac, Puychagut à quelques kilomètres...

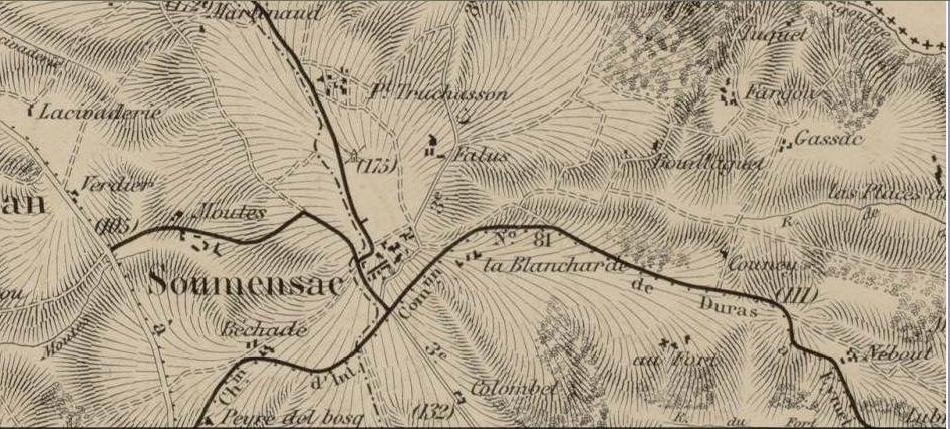
Carte cantonale 1877

Dans la 2e moitié du XIXe siècle, les voies de communication se développent : la route d'Eymet à Marmande Sainte-Foy-la-Grande ne monte plus au village par les promenades mais contourne par le sud le mamelon et file vers la Peyre du Bosc suivant le tracé actuel. Le chemin vers Loubès est agrandi. Les voies ont leur aspect actuel hormis la sortie est du village avec sa rue principale menant directement à la route d'Eymet qui ne sera percée que postérieurement à 1877, date de la première carte cantonale.

## Villages et paroisses
Il faut s'imaginer que jusqu'au XVIIIe siècle, Soumensac n'était qu'une forteresse sans maisons d'habitation ni église paroissiale ; la chapelle du château, petite, servait de lieu de culte. Elle était située à l'emplacement de l'église actuelle mais 2,40 mètres plus bas ! Son portail se situait approximativement vers le chœur actuel au niveau d'une niche que l'on peut voir dans le mur de gauche de la nef (source orale Mariens Borcy qui a effectué des fouilles au moment de la restauration de l'église dans les années 1960). Le cimetière était à l'ouest dans ce qu'on appelle aujourd'hui le "jardin du presbytère". La plupart du temps, le seigneur n'habitait pas sur place mais au château de Gorce dont seuls les souterrains subsistent encore. Une allée de chênes, visible sur la carte de Belleyme, permettait de faire le trajet à travers la forêt. Georges Combaud, ancien maire du village, disait les avoir connus au début du XXe siècle.
S'il n'y avait pas de bourg à Soumensac même, nombreux étaient les villages : Gassac, Fougueyrat, Béchade, etc. (voir la carte de Belleyme ci-dessous. À la suite de la révocation de l'Édit de Nantes sous Louis XIV plusieurs de ces villages ont disparu, vidés de ses habitants. Comme à chaque fois qu'une population est expulsée d'un pays, les arabes ou les juifs en Espagne, les huguenots en France..., le pays connaît alors une crise économique liée au manque de bras et de cerveaux.
Le bourg de Soumensac dépendait de 2 paroisses Saint-Jean de Soumensac pour la "haute ville", aujourd'hui Saint-Jean de Duras, et Saint-Étienne de Gassac pour la "ville basse". Le hameau de Gassac, essentiellement huguenot, a disparu au XVIIe siècle. À la même époque l'église de Saint-Jean menaçant ruine, le culte fut transporté au château-fort de Soumensac et la chapelle de celui-ci fut transformée en église paroissiale (voir ci-dessus).

## Politique et administration
| Période                                  | Période    | Identité                   | Étiquette | Qualité     |
| ---------------------------------------- | ---------- | -------------------------- | --------- | ----------- |
| Les données manquantes sont à compléter. |            |                            |           |             |
| Révolution                               | Révolution | Dumas de Lubriac           |           |             |
|                                          |            | de Boëry                   |           |             |
|                                          |            |                            |           |             |
| 1884                                     | 1910       | Pierre-Ferdinand Bommartin |           | Notaire     |
| 1910                                     | 1924       | Joseph Biraben             |           | Notaire     |
|                                          |            | Cantou                     |           | Viticulteur |
| État français                            | 1944       | Boussier                   |           | Maire nommé |
|                                          |            | Combaud                    |           | Viticulteur |
|                                          |            | Guy Delage                 |           | Agriculteur |
|                                          |            | Franck Esclavard           |           | Viticulteur |
| juin 1995 (réélu en mai 2020)            | En cours   | Bernard Patissou           |           | Agriculteur |

## Démographie
L'évolution du nombre d'habitants est connue à travers les recensements de la population effectués dans la commune depuis 1793. Pour les communes de moins de 10 000 habitants, une enquête de recensement portant sur toute la population est réalisée tous les cinq ans, les populations de référence des années intermédiaires étant quant à elles estimées par interpolation ou extrapolation. Pour la commune, le premier recensement exhaustif entrant dans le cadre du nouveau dispositif a été réalisé en 2006.

En 2022, la commune comptait 224 habitants, en évolution de −3,03 % par rapport à 2016 (Lot-et-Garonne : −0,18 %, France hors Mayotte : +2,11 %).
| 1793  | 1800 | 1806 | 1821 | 1831 | 1836 | 1841 | 1846 | 1851 |
| ----- | ---- | ---- | ---- | ---- | ---- | ---- | ---- | ---- |
| 1 399 | 627  | 702  | 720  | 709  | 676  | 660  | 648  | 634  |

| 1856 | 1861 | 1866 | 1872 | 1876 | 1881 | 1886 | 1891 | 1896 |
| ---- | ---- | ---- | ---- | ---- | ---- | ---- | ---- | ---- |
| 596  | 569  | 578  | 585  | 570  | 507  | 479  | 435  | 481  |

| 1901 | 1906 | 1911 | 1921 | 1926 | 1931 | 1936 | 1946 | 1954 |
| ---- | ---- | ---- | ---- | ---- | ---- | ---- | ---- | ---- |
| 468  | 446  | 417  | 330  | 342  | 320  | 287  | 363  | 307  |

| 1962 | 1968 | 1975 | 1982 | 1990 | 1999 | 2006 | 2011 | 2016 |
| ---- | ---- | ---- | ---- | ---- | ---- | ---- | ---- | ---- |
| 281  | 267  | 243  | 220  | 217  | 215  | 229  | 246  | 231  |

| 2021 | 2022 | - | - | - | - | - | - | - |
| ---- | ---- | - | - | - | - | - | - | - |
| 225  | 224  | - | - | - | - | - | - | - |

## Économie

### Lieux et monuments

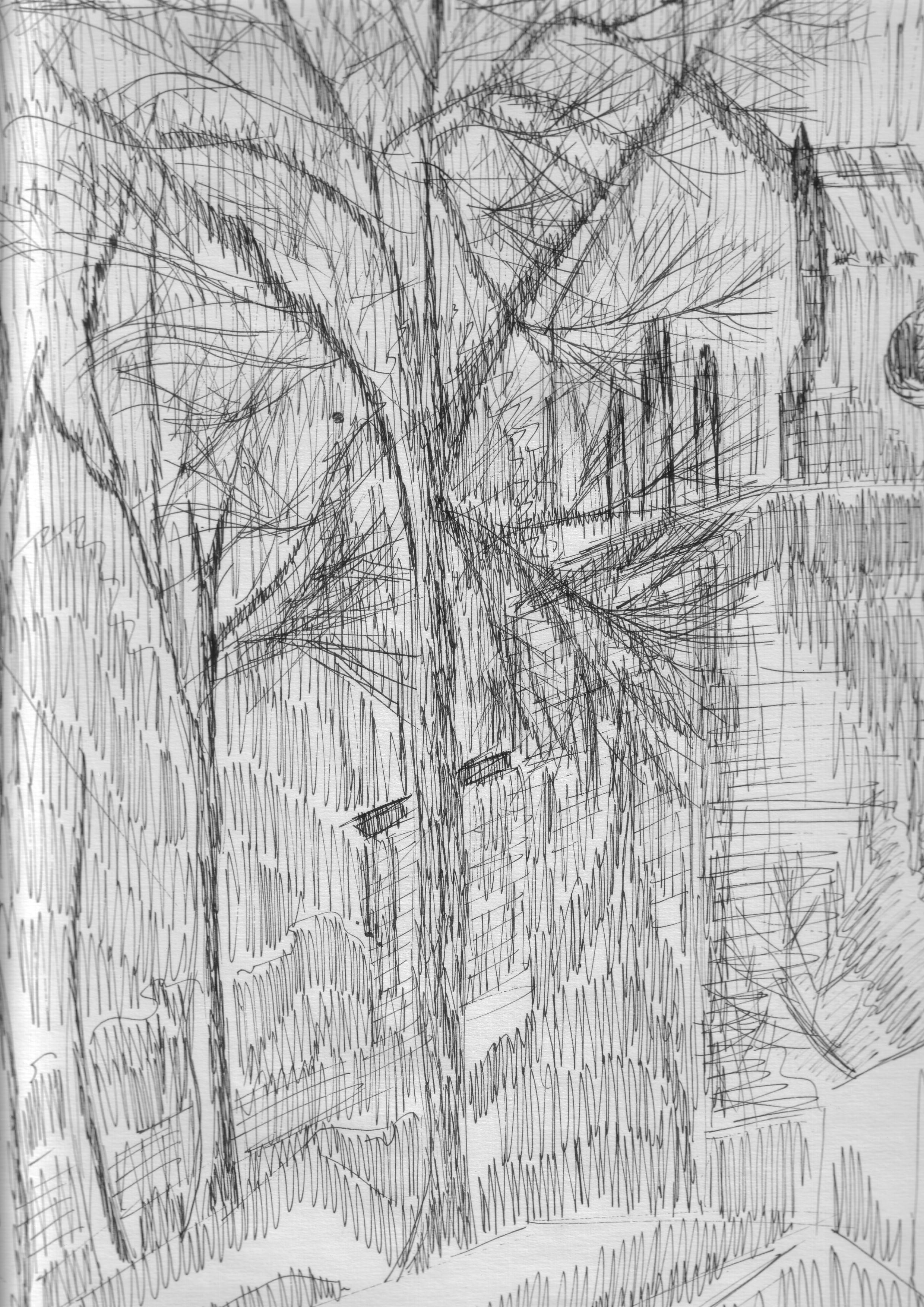
L'église de Soumensac, par la peintre Monique David (1960).

- Promenade circulaire au pied des remparts (XIIIe siècle).
- Vue panoramique, jusqu'aux Pyrénées parfois !
- Lac de Lescouroux : l'un des plus grands d'Aquitaine (réservoir du bassin du Dropt 8 Mm3)
- Pierre du Diable : vestige d'un menhir détruit en 1876[30].
- Église Notre-Dame de Soumensac (restes du XIIe siècle) considérablement remaniée au XIXe siècle (clocher)
- Buste du Professeur Pierre-Felix Lagrange devant sa maison natale
- Château de Soumensac du XVIIIe siècle
- Musée du petit outillage

### Patrimoine naturel
À l'est, le lac de l'Escourou borde le territoire communal sur environ trois kilomètres. Cette retenue et ses rives font partie d'une zone naturelle d'intérêt écologique, faunistique et floristique (ZNIEFF) de type I, devenu un lieu de passage ou d'hivernage pour de nombreuses espèces d'oiseaux,. De plus, ses rives « sont constituées […] de pelouses calcaires mésophiles et de boisements thermophiles à chêne pubescent ».

### Personnalités liées à la commune

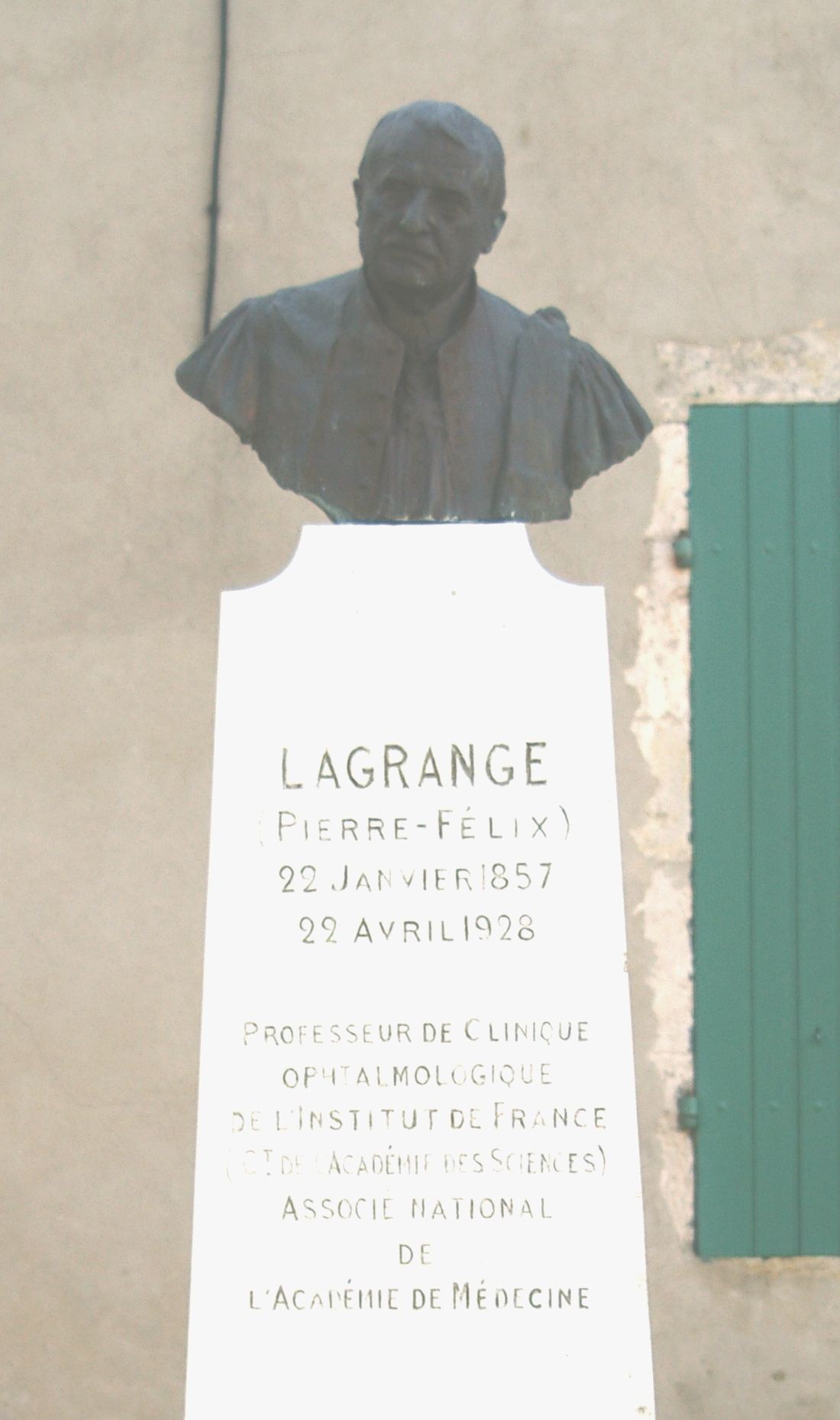
Buste du Professeur Lagrange sur la place du bourg.

- Professeur Pierre-Felix Lagrange (1857-1928), enfant du village, ophtalmologiste : inventeur du premier traitement du glaucome chronique.
- Pierre Cathala (1888-1947), avocat, homme politique, ministre.
- Professeur Jean Montpellier (1886-1981), dermatologue
- Maurice David (1891-1974), Universitaire, résistant, pédagogue, Directeur de l'Enseignement de la Seine
- Tombe de Jacques Sauvegrain (1921-1943): polytechnicien, résistant, fusillé par les nazis
- Bernard Biraben, photographe, illustrateur
- Monique David (1926-1973), artiste peintre
- André David (1922-2007), compositeur de musique